# Ayfer Tunç

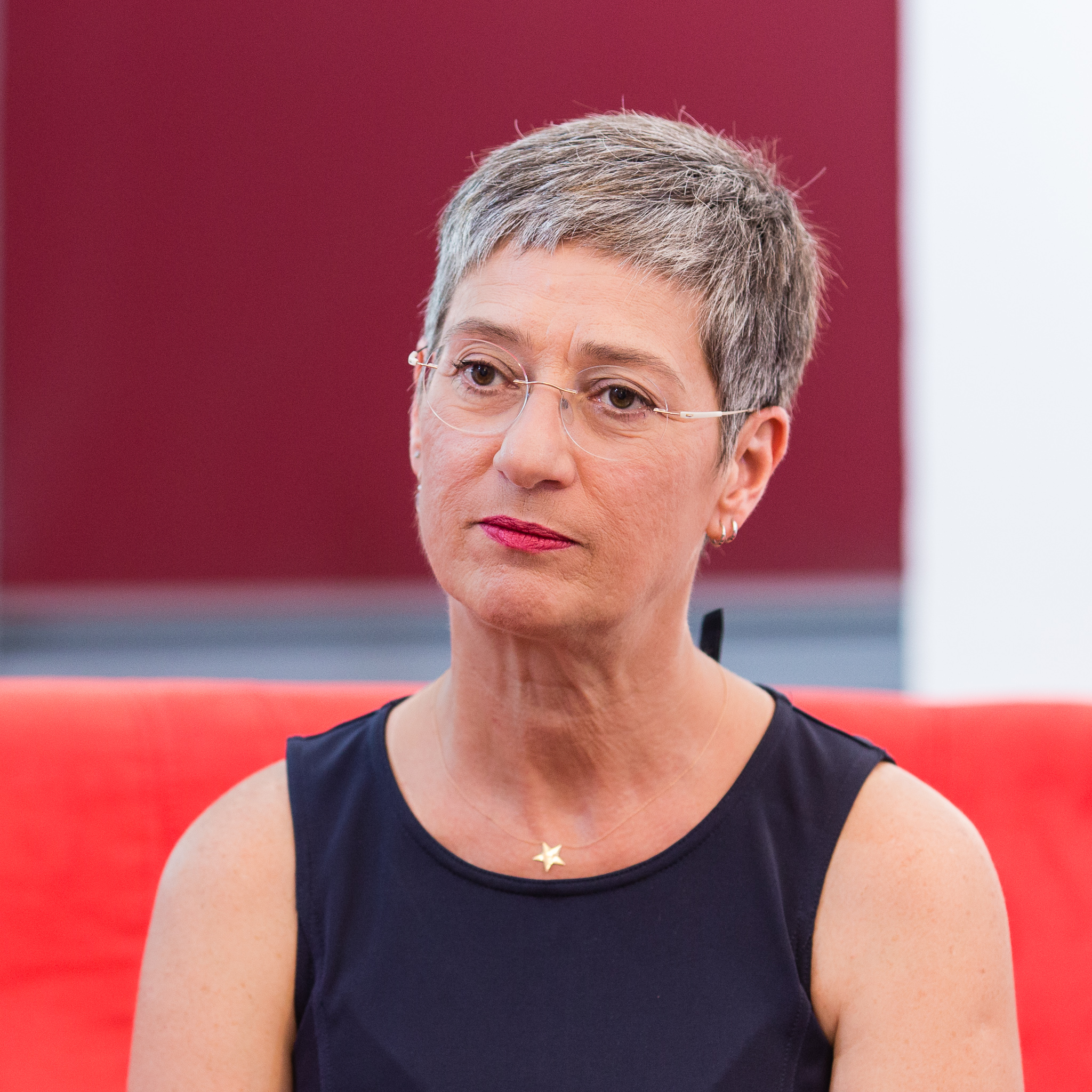
Ayfer Tunç, 2018

Ayfer Tunç (Adapazarı, 1964) es una escritora, novelista, guionista y feminista turca contemporánea.
Curso sus estudios secundarios en el Erenköy Kız Lisesi, para posteriormente ingresar a la Facultad de Ciencias Políticas de la Universidad de Estambul. Durante sus años universitarios, escribió diversos artículos para varias revistas de literatura, cultura y arte. En 1989, participó en el Concurso de Cuento Yunus Nadi organizado por el diario Cumhuriyet: su cuento corto titulado Saklı (en español: Oculto) recibió el primer premio. 
Entre 1999 y 2004 trabajó como redactora jefe de la casa editorial Yapı Kredi Yayınları. Su libro titulado Maniniz Yoksa Annemler Size Gelecek-70’li Yıllarda Hayatımız (en español: Mis padres lo visitarán si no está ocupado - Nuestra vida en los años 70) se publicó en 2001 y fue recibido con gran entusiasmo por la crítica. En 2003, el mismo libro ganó el Premio internacional Balkanika, organizado por siete países de los Balcanes, por lo que fue traducido a seis idiomas. Además, el libro fue publicado en árabe tanto en Siria como en el Líbano.
Ayfer Tunç también escribió un guion titulado Havada Bulut basado en las historias cortas de Sait Faik Abasıyanık, el que fue filmado y transmitido por TRT en 2003.

## Obras
- 1989 - Saklı, Ayfer Tunç, Cem Yayınları, 1989, historia corta
- 1992 - Kapak Kızı, Ayfer Tunç, Simavi Yayınları, 1992, Novela
- 1995 - İkiyüzlü Cinsellik]] Ayfer Tunç,Oya Ayman, Altın Kitaplar, 1995, investigación.
- 1996 – Mağara Arkadaşları, Ayfer Tunç, (1. Basım) Yapı Kredi Yayınları, 1996, historia corta, 159 sayfa, Ciltsiz, (ISBN 978-975-3635-16-5)[3]
- 2000 – Aziz Bey Hadisesi, Ayfer Tunç, (1. Basım) Yapı Kredi Yayınları, 2002, historia corta, 134 sayfa, Ciltsiz, (ISBN 978-975-3635-68-4)[4]
- 2001 – Bir Maniniz Yoksa Annemler Size Gelecek|Bir Mâniniz Yoksa Annemler Size Gelecek -70'li Yıllarda Hayatımız-, Ayfer Tunç, (32. Basım) Yapı KrediYayınları, 2004, Yaşantı, 407 sayfa, Ciltsiz, (ISBN 978-975-0806-63-8)[5]
- 2003 – Taş - Kağıt - Makas, Ayfer Tunç, (2. Basım) Yapı Kredi Yayınları, 2004, historia corta, 163 sayfa, Ciltsiz, (ISBN 978-975-0806-85-8)[6]
- 2006 – Evvelotel, Ayfer Tunç, (1. Basım) Can Yayınları, 2006, historia corta, 224 sayfa, Ciltsiz, (ISBN 978-975-0706-30-1)[7]
- 2007 – Ömür Diyorlar Buna, Ayfer Tunç, (1. Basım) Can Yayınları, 2007, Yaşam Dizisi, 200 sayfa, Ciltsiz, (ISBN 978-975-0707-77-3)[8]
- 2009 – Bir Deliler Evinin Yalan Yanlış Anlatılan Kısa Tarihi, Ayfer Tunç, (1. Basım) Can Yayınları, 2009, serie de novelas, 492 sayfa, Ciltsiz, (ISBN 978-975-0710-24-7)[9]
- 2010 – Yeşil Peri Gecesi, Ayfer Tunç, (1. Basım) Can Yayınları, 2010, serie de novelas, 472 sayfa, Ciltsiz, (ISBN 978-975-0712-18-0)[10]
- 2011 – Suzan Defter, Ayfer Tunç, (2. Basım) Can Yayınları, 2011, serie de novelas, 128 sayfa, Ciltsiz, (ISBN 978-975-0712-97-5)[11]
- 2014 – Dünya Ağrısı , Ayfer Tunç, Can Yayınları, 2014, serie de novelas, 336 sayfa, Ciltsiz, (ISBN 9789750719288)[12]